# Антонин Пий
Тит Аврелий Фулвий Бойоний Арий Антонин Пий (на латински: Titus Aurelius Fulvius Boionius Arrius Antoninus Pius) е римски император от 138 до 161 г., член на династията на Антонините и четвърти поред от т.нар. „Петима добри императори“.
Наследник на благородническата фамилия Аврелии, с корени в галския град Немаус (Ним), Антонин прави успешна кариера на сенатор и управител на Азия и Сирия, достига консулство през 120 г., ставайки доверено лице на император Адриан, когото впоследствие наследява. Антонин получава от Сената прозвището Пий („благочестив“) заради предаността му Адриан, който е обожествен по негово настояване, въпреки първоначалното несъгласие на повечето от сенаторите.
Придържа се към относително мирна и насочена към подобряване на положението на простолюдието политика. Той поддържа близко сътрудничество с консервативното сенатско ръководство. В културно-идеологически аспект Антонин изоставя новаторския курс на космополитност провеждан от Адриан и се стреми отново да изтъкне водещото място на Рим и Италия спрямо провинциите.
На Марсово поле в Рим е издигната паметна колона в чест на военните му победи. Друга забележителна постройка от времето на Антонин е храмът мавзолей на Антонин и Фаустина (първоначално посветен посмъртно само на жена му Фаустина Стара).
През март месец 161 г. Антонин се разболява от треска и на 7 март умира. Причислен е към обожествените императори. Неговото управление става модел за подражание на следващите владетели, някои от които приемат името Антонин в знак на почит към него и добавят титлата Пий (Pius) към официалните си звания.

## Управление

### Възцаряване и начало на управлението
Когато посоченият от императора за негов приемник Луций Елий умира, Антонин бива осиновен от Адриан и обявен за цезар и наследник на принципата на 25 февруари 138 година. Тогава Антонин е задължен от Адриан да осинови младежите Марк Аний Вер и Луций Комод Вер, които било предвидено да станат императори след неговата смърт. След смъртта на Адриан на 11 юли същата година, Антонин наследява императорската власт.
С възкачването си, Антонин проявявя почит към Сената, отказва да търси и преследва заговорници против властта и обявява амнистия за наказаните от предшественика му по политически причини.

### Вътрешна политика
Има сравнително малко документирани сведения за управлението на Антонин Пий, може би поради липсата на важни събития  и забележителното спокойствие и просперитет през този период, по-късно наречен „Златния век на Рим“, когато икономиката на провинциите е в подем, а населението се радва на дълготраен мир. В съгласие с традицията на сенатската летопис от епохата, биват възхвалявани добродетелите на императора, описва се неговият идеализиран характер като скромен, милосърден, благ и спокоен по природа. В редица надписи от това време Антонин е възхваляван като „спасител на човечеството“ или „божество“.
Антонин Пий се проявява като мъдър и безпристрастен държавник, воден от благородни принципи и загрижен за благото на хората. Отличен администратор, той е сдържан в разходите, но дарява дори личното си богатство, за да подпомогне благоустройството на градовете и икономическото развитие на провинциите.
В 148 г. се празнува 9-ото столетие от основаването на град Рим. В столицата са проведени големи тържества и спектакли. С намаляването на сребърното съдържание в монетите, временно са преодолени финансовите затруднения на империята по това време. На държавни разноски са възстановени градовете в Мала Азия и Егея, пострадали при разрушителна вълна от земетресения (ок. 151 г.), или засегнати от пожари и други бедствия. В Рим последвалите гладни (породени от разразилия се глад) бунтове са овладени, след като императорът раздава безплатно хранителни продукти на народа.

### Реформи
От средата на 2 век започват все по-осезаеми промени в обществено-икономическата структура на Римската империя – с прекратяването на големите завоевателни походи спира притокът на роби, техният брой постепенно спада, поради което значението им като работна сила намалява. Недостигът на работна ръка води до увеличаване на икономическата роля на свободните, но частично закрепостени селяни (колони), най-вече в областта на земеделието. Във връзка с тези изменения е провежданата политика на социални реформи, чрез които да бъде облекчено състоянието на нисшите слоеве от населението.
В областта на правораздаването Антонин прокарва повече хуманност и въвежда правилото всеки подсъдим да бъде третиран като невинен до доказване на противното. След смъртта на съпругата си Ания Фаустина през 140 или 141 г. императорът основава фонд за оказване на помощ при издръжката на сираци и девойки от бедни семейства. Подобрява положението на робите, като приравнява убийството на такъв с това на свободен (човек, който не е роб - не непременно пълноправен гражданин). Дава им право да търсят защита от жестокостта на господарите си пред статуята на императора.

### Външна политика
Подобно на предшественика си Адриан, Антонин се придържа към мирната политика. Той почти не напуска Рим, но успява да запази мира и стабилността в империята, твърдейки, че е по-добре да бъде спасен животът на един римлянин, отколкото да бъдат убити хиляди врагове. Според по-късни преценки той стига твърде далеч в стремежа си да избегне войната и пропуска големи възможности.
Без да бъдат предприети значими походи, Рим се справя с въстанията в провинциите Ахая, Юдея (152 г.) и Египет (153-4 г.). Отблъснати са берберски нападения в Мавретания (между 144 г. и 152 г.). Предотвратени са вълнения в Испания, потушен е бунт в провинция Дакия, ок. 156-7 г., след което там е установено ново административно деление. Допълнително е укрепен Рейнския лимес, започва строителството на защитни кули и крепости в Тракия и Северна Африка. Отблъснат е набег на костобоките, достигнали до Централна Гърция. С дунавското племе квади, на север от Панония, е сключен съюз (140 г.).
Римски легиони под командването на легата Лолий Урбик водят военни действия в Северна Британия. След погранични стълкновения в дн. Шотландия, приблизително на 150 км северно от Адриановия вал, e построена още една преграда (т.нар. Антонинов вал, изграден ок. 142-154 г.) против набезите на племената скоти, пикти и каледони. В 140-3 г. и в 154 г. са потушени въстания на бригантите.
Засилено е римското присъствие в степните райони на Северното Черноморие. Империята оказва военна помощ на град Олбия в защитата от сарматите, а в 154 г. съюзният владетел на Боспорското царство на полуостров Крим получава съдействие против нападението на аланите. Вероятно към това време е установен единствения дипломатически контакт с размяна на пратеници между Рим и династията Хан в Древен Китай.

Осуетена е инвазията на партите в Арменското царство. На трона в Армения е поставен васален (клиентен) на римляните владетел (ок. 140 – 144 г.). Антонин решително отхвърля исканията на партския цар да му бъде върнат тронът, пленен при Траяновия поход. Въпреки влошените взаимоотношения, след кратък конфликт през 155 г., мирът с царство Партия е продължен.